# Caroline Nelissen
Caroline Nelissen (Schiedam, 23 juni 1954) is een Nederlands schrijfster.

## Loopbaan
Caroline Nelissen begon haar werkzame leven als lerares lichamelijke opvoeding. Later werd ze stewardess en vervolgens senior purser bij de KLM. In 2008 startte ze een eigen praktijk als coach.
Als schrijver debuteerde ze in 2010 met het boek D@ten, een verhalenbundel naar aanleiding van haar ervaringen met internetdaten. Twee jaar later publiceerde ze de roman Kijk daar loopt een stewardess, over het dualistische leven van een stewardes.
In 2016 droeg ze bij aan Poëtisch Eemland, een bundel gedichten van Eemlandse schrijvers. Op 1 januari 2017 startte ze met Verknipt, een roman in wording in vlogvorm. Ze verwerkte reacties hierop in het boek.